# Honeycomb
Honeycomb es el undécimo álbum de estudio del músico estadounidense de rock alternativo Frank Black, lanzado en julio de 2005 a través de Back Porch Records. Siendo su primer trabajo original en solitario desde The Cult of Ray, Honeycomb se grabó en Nashville, Tennessee y cuenta con músicos de la zona, como Steve Cropper y el ex guitarrista de Elvis Presley, Reggie White.

## Historia
Frank Black había hablado ya de crear un álbum Black on Blonde con el productor Jon Tiven, donde viajaría a Nashville (como Dylan con Blonde on Blonde) y lo grabaría con músicos de la zona. En 2005, Black finalmente encontró tiempo para llevarlo a cabo. Fue a Nashville con los músicos que Tiven había seleccionado para el álbum.

## Versiones
El álbum contiene tres canciones que son versiones de otros artistas: "Song of the Shrimp", "Sunday Sunny Mill Valley Groove Day" (de Doug Sahm) y "Dark End of the Street". Black dijo que, para la versión de "Song of the Shrimp", lo adaptó teniendo en cuenta la versión de Townes Van Zandt, añadiendo que nunca había escuchado la versión de Elvis Presley.

## Lista de canciones
1. "Selkie Bride" – 3:08
2. "I Burn Today" – 4:09
3. "Lone Child" – 3:14
4. "Another Velvet Nightmare" – 4:36 (coescrita con Reid Paley)
5. "Dark End of the Street" – 3:56
6. "Go Find Your Saint" – 2:05
7. "Song of the Shrimp" – 3:10
8. "Strange Goodbye" – 2:12
9. "Sunday Sunny Mill Valley Groove Day" – 4:07
10. "Honeycomb" – 3:57
11. "My Life Is in Storage" – 5:41
12. "Atom in My Heart" – 2:46
13. "Violet" – 2:14
14. "Sing For Joy" – 5:04

## Personal
- Frank Black - voz, guitarra
- Steve Cropper - guitarra principal
- Buddy Miller - guitarra
- Spooner Oldham - teclados, voz, campanas
- Chester Thompson - batería
- Anton Fig - batería
- Akil Thompson - batería
- Billy Block - batería
- Reggie Young - guitarra
- Jon Tiven - productor, mezclas, armónica
- David Hood - bajo
- Buddy Miller - guitarra
- Jean Black - dueto voz (8)
- James Griffin, Ellis Hooks, Dan Penn - voz